# Landrat (Nidwalden)
Der Landrat des Kantons Nidwalden ist das Kantonsparlament und somit die Legislative und oberste Behörde des Schweizer Kantons Nidwalden. Er tagt im Landratssaal des Rathauses in Stans und ist die Behörde zur direkten Aufsicht über den Regierungsrat, die kantonale Verwaltung, das Ober- und das Verwaltungsgericht. Die 60 Abgeordneten werden vom Volk auf vier Jahre gewählt. Sie entscheiden gemeinsam über Gesetzgebungen, Beitritte zu Konkordaten, Finanz- und Grundstückgeschäfte. Pro Jahr werden ungefähr zehn Sitzungen abgehalten. Die Sitzordnung ist nach den Wohngemeinden der Abgeordneten unterteilt. Die letzte Gesamterneuerungswahl fand am 13. März 2022 statt für die Legislaturperiode von 1. Juli 2022 bis 30. Juni 2026.

## Aufgaben
Grundsätzliches über Aufbau und Funktionen des Landrats findet sich in der Nidwaldner Kantonsverfassung ab Artikel 57 ff.
Der Landrat wählt zu Beginn eines Amtsjahres aus seiner Mitte die Mitglieder des Landratsbüros. Dies sind der Präsident des Landrats, die zwei Vizepräsidenten, die zwei Stimmenzähler und ein Stimmenzählerstellvertreter. Diese Ämter gelten stets für ein Jahr und werden dann neu besetzt. Es hat sich dabei die Tradition entwickelt, dass der 1. Vizepräsident zum Präsidenten, der 2. Vizepräsident zum 1. Vizepräsidenten, der 1. Stimmenzähler zum 2. Vizepräsidenten, der 2. Stimmenzähler zum 1. Stimmenzähler und der Stimmenzähler-Stellvertreter zum 2. Stimmenzähler gewählt wird. Nur das Amt des Stimmenzähler-Stellvertreters wird also in der Regel durch ein bisher nicht im Landratsbüro vertretenes Landratsmitglied besetzt. Die Person, welche das Amt des Präsidenten innehatte, ist für dieses Amt nicht mehr wieder wählbar.
Des Weiteren wählt der Landrat aus der Mitte des Regierungsrates den Landammann und seinen Vertreter, den Landesstatthalter für die Dauer von einem Jahr. Auch hier gilt, dass eine Wiederwahl des bisherigen Landammanns nicht möglich ist und in der Regel der bisherige Landesstatthalter zum Nachfolger gewählt wird.
Ebenfalls durch den Landrat werden die Präsidenten und weitere Mitglieder des Obergerichtes, des Kantonsgerichtes und des Verwaltungsgerichtes gewählt. Hier gilt die Vorschrift, dass diese Wahlen erst zwei Jahre nach den Gesamterneuerungswahlen von Landrat und Regierungsrat durchgeführt werden dürfen.
Der Landrat ist für den Erlass von Gesetzen verantwortlich, ebenso für die Genehmigung von zwischenkantonalen Verträgen. Ebenso ist es Aufgabe des Landrates, darüber zu entscheiden, ob aus dem Volk eingehende Anträge oder Gegenvorschläge verfassungsgemäss sind. Dem Landrat obliegt die Erläuterung von Verfassungs- und Gesetzestexten in grundsätzlicher Art, nicht jedoch in einem vor Gericht hängigen Fall. Der Landrat darf zu Ausgaben Beschlüsse fassen, zu denen er per Gesetz auf kantonaler und Bundesebene ermächtigt wurde; bei frei bestimmbaren einmaligen Ausgaben darf der Landrat bis zu einer Summe von 5 Mio. Franken entscheiden, bei jährlich wiederkehrenden Ausgaben liegt seine Entscheidungsgrenze bei 500'000 Franken.

## Parteien – Wahlergebnisse seit 1943
- GN: 7
- SP: 2
- GLP: 5
- Mitte: 15
- FDP: 16
- SVP: 15

Bei den Wahlen von 1943 bis 2022 erreichten die angetretenen Parteien folgende Sitzzahlen:
Quelle: 

## Mitglieder

### Wählbarkeit
Aufgrund der Gewaltenteilung dürfen Mitglieder des Landrates keinem kantonalen Gericht angehören. Auch sind Mitglieder des Regierungsrates von der Mitgliedschaft im Landrat ausgeschlossen.
Zwar schreibt die Kantonsverfassung vor, dass in kantonalen und kommunalen Behörden Ehegatten und (eingetragene) Lebenspartner nicht gleichzeitig Mitglieder sein dürfen; das Gleiche gilt für Verwandte und Verschwägerte in gerader Linie sowie für Geschwister. Jedoch werden Landrat und Gemeindeparlamente von dieser Vorschrift ausgenommen.
Das Gesetz über die Verhältniswahl des Landrats legt den Zeitpunkt der Gesamterneuerungswahl auf die Zeit zwischen dem 15. Februar und dem 15. April desjenigen Jahres fest, in welchem die laufende Amtsdauer endet. Festgelegt wird das Wahldatum durch den Regierungsrat im Oktober des vorangehenden Jahres.

### Anzahl und Verteilung auf die Wahlkreise
Die Zahl der Mitglieder ist in der Kantonsverfassung auf 60 festgelegt. Für die Wahlen bildet jede der elf Gemeinden einen eigenen Wahlkreis; die Zahl der Abgeordneten pro Wahlkreis bezieht sich auf die Einwohnerzahl, welche per 31. Dezember zwei Jahre vor der Wahl festgestellt wurde; es hat jeder Wahlkreis jedoch Anspruch auf mindestens zwei Sitze im Parlament. Die Wahl findet nach einem Proporzsystem statt, seit 2014 findet die Sitzzuteilung nach dem System des doppeltproportionalen Zuteilungsverfahrens («Doppelter Pukelsheim») statt. Jeder Stimmbürger (Aktivbürger) hat so viele Stimmen, wie es Abgeordnete für seinen Wahlkreis gibt.
Die Verteilung der Mandate auf die Wahlkreise geschieht stets per Regierungsratsbeschluss im Jahr vor der Wahl, zuletzt am 23. Februar 2021.
Die aktuelle Verteilung sieht wie folgt aus:
| Gemeinde        | Einwohner 2020 | Landratsmitglieder 2018–2022 | Einwohner 2012 | Landratsmitglieder 2014–2018 | Einwohner 2008 | Landratsmitglieder 2010–2014 |
| --------------- | -------------- | ---------------------------- | -------------- | ---------------------------- | -------------- | ---------------------------- |
| Stans           | 8083           | 11                           | 8013           | 12                           | 7775           | 11                           |
| Ennetmoos       | 2236           | 3                            | 2080           | 3                            | 2035           | 3                            |
| Dallenwil       | 1846           | 3                            | 1777           | 3                            | 1771           | 3                            |
| Stansstad       | 4696           | 7                            | 4401           | 6                            | 4460           | 6                            |
| Oberdorf        | 3084           | 4                            | 3104           | 4                            | 3133           | 5                            |
| Buochs          | 5314           | 7                            | 5385           | 8                            | 5296           | 8                            |
| Ennetbürgen     | 4811           | 7                            | 4464           | 6                            | 4259           | 6                            |
| Wolfenschiessen | 2117           | 3                            | 2074           | 3                            | 2018           | 3                            |
| Beckenried      | 3733           | 5                            | 3314           | 5                            | 3227           | 5                            |
| Hergiswil       | 5836           | 8                            | 5438           | 8                            | 5402           | 8                            |
| Emmetten        | 1552           | 2                            | 1321           | 2                            | 1215           | 2                            |

### Vergütung
Die Vergütung der Landratsmitglieder ist im Gesetz über die Entschädigung der Behörden (Entschädigungsgesetz) geregelt.
Jedes Landratsmitglied erhält eine jährliche pauschale Entschädigung von 5'000 Franken für die Teilnahme an Landratssitzungen und das Aktenstudium. Darüber hinaus stehen dem Landratspräsidenten weitere 10'000 Franken jährlich zu, wovon 2'500 Franken als Spesenpauschale gelten; für den Landratsvizepräsidenten gelten analog 2'000 bzw. 500 Franken. Hinzu kommen Spesenentschädigungen für alle Landratsmitglieder von jährlich 330 Franken.
Landratsmitglieder, die in Kommissionen Einsitz haben, erhalten ein Sitzungsgeld von 160 Franken für eine Halbtagssitzung; bei einer Sitzungsdauer unter zwei Stunden reduziert sich dieser Satz auf 80 Franken; die Kommissionspräsidenten bekommen einen Zuschlag von 50 % des Sitzungsgeldes, mindestens aber 80 Franken pro Sitzung.

### Vergangene Legislaturperioden
- 2018–2022

- 2014–2018